# Notre-Dame-de-Vaulx
Nòstra Dama de Vals (en francès Notre-Dame-de-Vaulx) és un municipi francès situat al departament de la Isèra i a la regió d'Alvèrnia-Roine-Alps. L'any 2007 tenia 572 habitants.

## Demografia

### Població
El 2007 la població de fet de Notre-Dame-de-Vaulx era de 572 persones. Hi havia 228 famílies de les quals 70 eren unipersonals (8 homes vivint sols i 62 dones vivint soles), 54 parelles sense fills, 83 parelles amb fills i 21 famílies monoparentals amb fills.
La població ha evolucionat segons el següent gràfic:
Habitants censats

### Habitatges
El 2007 hi havia 340 habitatges, 231 eren l'habitatge principal de la família, 82 eren segones residències i 27 estaven desocupats. 328 eren cases i 8 eren apartaments. Dels 231 habitatges principals, 183 estaven ocupats pels seus propietaris, 40 estaven llogats i ocupats pels llogaters i 7 estaven cedits a títol gratuït; 5 tenien dues cambres, 43 en tenien tres, 58 en tenien quatre i 124 en tenien cinc o més. 165 habitatges disposaven pel capbaix d'una plaça de pàrquing. A 105 habitatges hi havia un automòbil i a 110 n'hi havia dos o més.

### Piràmide de població
La piràmide de població per edats i sexe el 2009 era:
| Homes | Edats   | Dones |
| ----- | ------- | ----- |
| 0     | 95 o +  | 0     |
| 4     | 90 a 94 | 0     |
| 4     | 85 a 89 | 8     |
| 4     | 80 a 84 | 4     |
| 12    | 75 a 79 | 8     |
| 4     | 70 a 74 | 8     |
| 4     | 65 a 69 | 16    |
| 12    | 60 a 64 | 8     |
| 16    | 55 a 59 | 20    |
| 12    | 50 a 54 | 8     |
| 24    | 45 a 49 | 12    |
| 12    | 40 a 44 | 24    |
| 32    | 35 a 39 | 28    |
| 8     | 30 a 34 | 4     |
| 20    | 25 a 29 | 12    |
| 12    | 20 a 24 | 16    |
| 8     | 15 a 19 | 12    |
| 28    | 10 a 14 | 12    |
| 24    | 5 a 9   | 36    |
| 8     | 0 a 4   | 8     |

## Economia
El 2007 la població en edat de treballar era de 371 persones, 270 eren actives i 101 eren inactives. De les 270 persones actives 255 estaven ocupades (142 homes i 113 dones) i 15 estaven aturades (8 homes i 7 dones). De les 101 persones inactives 34 estaven jubilades, 45 estaven estudiant i 22 estaven classificades com a «altres inactius».

### Ingressos
El 2009 a Notre-Dame-de-Vaulx hi havia 230 unitats fiscals que integraven 573,5 persones, la mediana anual d'ingressos fiscals per persona era de 18.766 €.

### Activitats econòmiques
Dels 10  establiments que hi havia el 2007, 1 era d'una empresa extractiva, 1 d'una empresa de fabricació d'altres productes industrials, 3 d'empreses de construcció, 1 d'una empresa de comerç i reparació d'automòbils, 1 d'una empresa de transport, 1 d'una empresa d'hostatgeria i restauració i 2 d'empreses de serveis.
Dels 4 establiments de servei als particulars que hi havia el 2009, 1 era una oficina de correu, 1 taller de reparació d'automòbils i de material agrícola, 1 lampisteria i 1 electricista.
L'únic establiment comercial que hi havia el 2009 era una botiga de menys de 120 m².

## Equipaments sanitaris i escolars
El 2009 hi havia una escola elemental integrada dins d'un grup escolar amb les comunes properes formant una escola dispersa.

## Poblacions més properes
El següent diagrama mostra les poblacions més properes.